# Eishockey-Weltmeisterschaft der U18-Frauen
Die Eishockey-Weltmeisterschaften der U18-Frauen werden seit 2008 von der Internationalen Eishockey-Föderation IIHF ausgetragen. Die 15 Weltmeistertitel bis 2020 gingen an die USA (acht Mal) und an Kanada (sieben Mal).

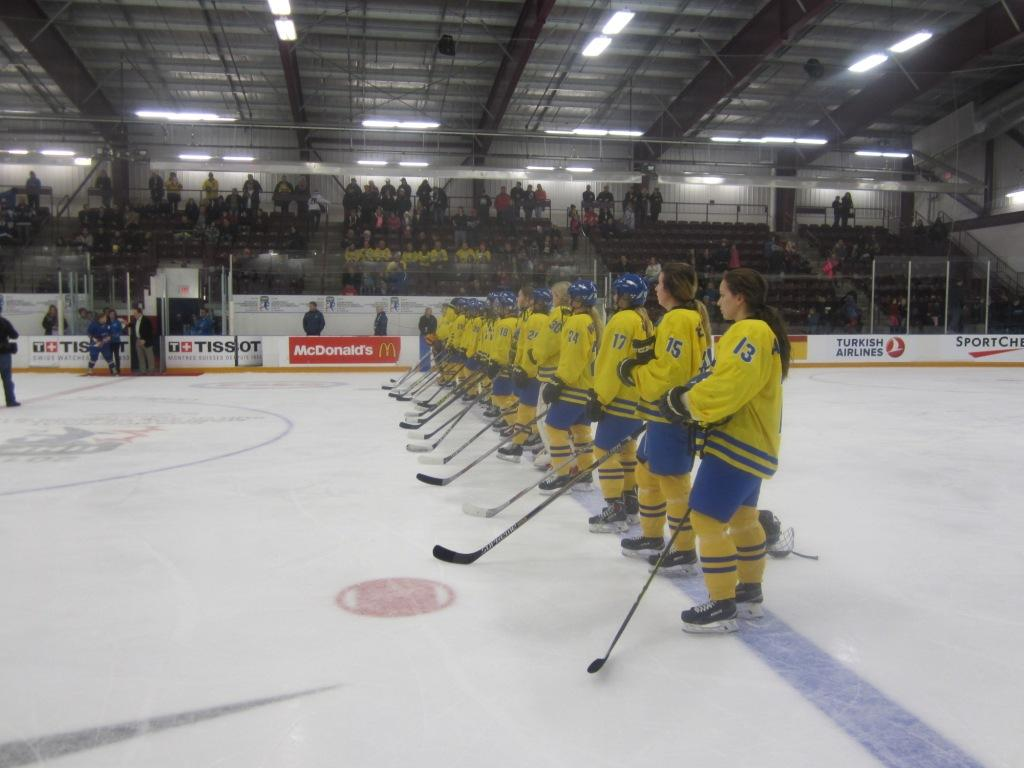
U18-Frauen Schweden 2016

Im Februar 2007 führte die IIHF drei Einladungsturniere für U18-Frauen-Nationalmannschaften aus Europa und Asien durch. Diese sollten das Interesse an einer U18-Frauen-WM testen. Der IIHF-Kongress im Mai 2007 entschied dann, bereits ab 2008 eine U18-Frauen-Weltmeisterschaft durchzuführen. Die Einladungsturniere dienten als Qualifikation.
Die erste Weltmeisterschaft fand im kanadischen Calgary statt. Im Finale gewann die USA gegen Kanada mit 5:2. Mit Ausnahme von 2018 spielten bisher in jedem Finale die USA gegen Kanada, 2018 zog Schweden ins Finale ein und unterlag den USA mit 3:9.
Mit wenigen Ausnahmen findet das Turnier der Top-Division über den Jahreswechsel oder Anfang Januar statt und damit in zeitlicher Nähe zur Weltmeisterschaft der männlichen U20-Junioren.
2009 wurde das Turnier der Division I eingeführt, dessen Sieger sich für das Turnier der Top-Division des folgenden Jahres qualifiziert. Das Teilnehmerfeld erweiterte sich kontinuierlich, so dass 2020 die Divisionen IA, IB, IIA und IIB jeweils mit Auf- und Abstieg gespielt wurden.

## Medaillenspiegel
(nach 17 Turnieren)
| Rang | Land       | Goldmedaillen | Silbermedaillen | Bronzemedaillen | Gesamt |
| ---- | ---------- | ------------- | --------------- | --------------- | ------ |
| 1    | USA        | 9             | 7               | 1               | 17     |
| 2    | Kanada     | 8             | 7               | 2               | 17     |
| 3    | Schweden   | –             | 2               | 5               | 7      |
| 4    | Tschechien | –             | 1               | 3               | 4      |
| 5    | Finnland   | –             | –               | 3               | 3      |
| 5    | Russland   | –             | –               | 3               | 3      |

## Turnier im Überblick
| Jahr | Gastgeber                    | Finalstände                             | Finalstände                             | Finalstände                             |
| Jahr | Gastgeber                    | Weltmeister                             | 2. Platz                                | 3. Platz                                |
| ---- | ---------------------------- | --------------------------------------- | --------------------------------------- | --------------------------------------- |
| 2008 | Calgary (Kanada)             | USA                                     | Kanada                                  | Tschechien                              |
| 2009 | Füssen (Deutschland)         | USA                                     | Kanada                                  | Schweden                                |
| 2010 | Chicago (USA)                | Kanada                                  | USA                                     | Schweden                                |
| 2011 | Stockholm (Schweden)         | USA                                     | Kanada                                  | Finnland                                |
| 2012 | Zlín, Přerov (Tschechien)    | Kanada                                  | USA                                     | Schweden                                |
| 2013 | Vierumäki (Finnland)         | Kanada                                  | USA                                     | Schweden                                |
| 2014 | Budapest (Ungarn)            | Kanada                                  | USA                                     | Tschechien                              |
| 2015 | Buffalo (USA)                | USA                                     | Kanada                                  | Russland                                |
| 2016 | St. Catharines (Kanada)      | USA                                     | Kanada                                  | Schweden                                |
| 2017 | Zlín, Přerov (Tschechien)    | USA                                     | Kanada                                  | Russland                                |
| 2018 | Dmitrow (Russland)           | USA                                     | Schweden                                | Kanada                                  |
| 2019 | Obihiro (Japan)              | Kanada                                  | USA                                     | Finnland                                |
| 2020 | Bratislava (Slowakei)        | USA                                     | Kanada                                  | Russland                                |
| 2021 | Linkoping, Mjolby (Schweden) | aufgrund der COVID-19-Pandemie abgesagt | aufgrund der COVID-19-Pandemie abgesagt | aufgrund der COVID-19-Pandemie abgesagt |
| 2022 | Madison, Middleton (USA)     | Kanada                                  | USA                                     | Finnland                                |
| 2023 | Östersund (Schweden)         | Kanada                                  | Schweden                                | USA                                     |
| 2024 | Zug (Schweiz)                | USA                                     | Tschechien                              | Kanada                                  |
| 2025 | Vantaa (Finnland)            | Kanada                                  | USA                                     | Tschechien                              |

## Platzierungen
|                         | 2008 | 2009 | 2010 | 2011 | 2012 | 2013 | 2014 | 2015 | 2016 | 2017 | 2018 | 2019 | 2020 | 2022 | 2023 |
| ----------------------- | ---- | ---- | ---- | ---- | ---- | ---- | ---- | ---- | ---- | ---- | ---- | ---- | ---- | ---- | ---- |
| Kanada                  | 2    | 2    | 1    | 2    | 1    | 1    | 1    | 2    | 2    | 2    | 3    | 1    | 2    | 1    | 1    |
| USA                     | 1    | 1    | 2    | 1    | 2    | 2    | 2    | 1    | 1    | 1    | 1    | 2    | 1    | 2    | 3    |
| Schweden                | 4    | 3    | 3    | 5    | 3    | 3    | 6    | 6    | 3    | 4    | 2    | 5    | 5    | 4    | 2    |
| Finnland                | 6    | 5    | 5    | 3    | 5    | 5    | 5    | 5    | 6    | 5    | 5    | 3    | 4    | 3    | 4    |
| Tschechien              | 3    | 4    | 7    | 4    | 6    | 4    | 3    | 4    | 5    | 6    | 6    | 7    | 6    | 5    | 5    |
| Slowakei                | Q    | 11   | 11   | 10   | 14   | 13   | 13   | 11   | 11   | 10   | 10   | 9    | 8    | 6    | 6    |
| Schweiz                 | 7    | 8    | 9    | 7    | 8    | 10   | 9    | 7    | 7    | 7    | 7    | 6    | 7    | 7    | 7    |
| Japan                   | Q    | 9    | 6    | 8    | 11   | 9    | 7    | 8    | 9    | 8    | 9    | 8    | 10   | 9    | 8    |
| Deutschland             | 5    | 6    | 4    | 6    | 4    | 8    | 11   | 12   | 10   | 9    | 8    | 10   | 9    | 8    | 9    |
| Italien                 | –    | –    | –    | –    | 16   | 16   | 18   | 16   | 16   | 15   | 11   | 12   | 12   | 11   | 10   |
| Frankreich              | Q    | 10   | 10   | 13   | 17   | 11   | 10   | 9    | 8    | 14   | 16   | 15   | 13   | 10   | 11   |
| Ungarn                  | –    | –    | –    | –    | 9    | 6    | 8    | 13   | 13   | 12   | 13   | 11   | 11   | 12   | 12   |
| Österreich              | Q    | 12   | 12   | 11   | 10   | 14   | 15   | 14   | 15   | 13   | 12   | 14   | 16   | 14   | 13   |
| Norwegen                | –    | 13   | 13   | 12   | 12   | 12   | 12   | 10   | 12   | 11   | 14   | 16   | 15   | 13   | 14   |
| Dänemark                | –    | –    | –    | –    | –    | –    | –    | 15   | 14   | 16   | 15   | 13   | 14   | 18   | 15   |
| Polen                   | –    | –    | –    | –    | –    | –    | 16   | 17   | 20   | 17   | 17   | 18   | 19   | 15   | 16   |
| Spanien                 | –    | –    | –    | –    | –    | –    | –    | –    | –    | 22   | 23   | 25   | 25   | 19   | 17   |
| Südkorea                | –    | –    | –    | –    | –    | –    | –    | –    | –    | –    | –    | 21   | 18   | 17   | 18   |
| Republik China (Taiwan) | –    | –    | –    | –    | –    | –    | –    | –    | –    | –    | –    | 23   | 21   | 16   | 19   |
| Australien              | –    | –    | –    | –    | –    | –    | –    | –    | 21   | 21   | 20   | 24   | 23   | 21   | 20   |
| Lettland                | –    | –    | –    | –    | –    | –    | –    | –    | –    | –    | –    | –    | –    | 23   | 21   |
| Niederlande             | Q    | –    | –    | –    | –    | –    | –    | –    | –    | –    | 21   | 20   | 22   | 22   | 22   |
| Großbritannien          | –    | –    | –    | –    | 13   | 15   | 14   | 20   | 18   | 19   | 19   | 17   | 20   | 20   | 23   |
| Türkei                  | –    | –    | –    | –    | –    | –    | –    | –    | –    | –    | 25   | 26   | 26   | 24   | 24   |
| Mexiko                  | –    | –    | –    | –    | –    | –    | –    | –    | –    | 23   | 22   | 27   | 27   | 25   | 25   |
| Kasachstan              | Q    | –    | 14   | 14   | 18   | 18   | 19   | 18   | 17   | 20   | 24   | 22   | 24   | 26   | 26   |
| Belgium                 | –    | –    | –    | –    | –    | –    | –    | –    | –    | –    | –    | –    | –    | –    | 27   |
| Island                  | –    | –    | –    | –    | –    | –    | –    | –    | –    | –    | –    | –    | –    | 27   | 28   |
| Neuseeland              | –    | –    | –    | –    | –    | –    | –    | –    | –    | –    | –    | –    | 28   | –    | 29   |
| Bulgaria                | –    | –    | –    | –    | –    | –    | –    | –    | –    | –    | –    | –    | –    | –    | 30   |
| Estonia                 | –    | –    | –    | –    | –    | –    | –    | –    | –    | –    | –    | –    | –    | –    | 31   |
| Russland                | 8    | 7    | 8    | 9    | 7    | 7    | 4    | 3    | 4    | 3    | 4    | 4    | 3    | –    | –    |
| Volksrepublik China     | –    | –    | –    | –    | 15   | 17   | 17   | 19   | 19   | 18   | 18   | 19   | 17   | –    | –    |
| Rumänien                | –    | –    | –    | –    | –    | –    | –    | –    | 22   | 24   | –    | –    | –    | –    | –    |

Legende:
Fettdruck: Medaille in Top-Division bzw. Turniersieg in unterer Division
Division I / IA
Division IB / Qualifikation zu Div. I / IA
Division II A / Qualifikation zu Div. IB
Division II B